# Mirante do Vale
23°32′31″N 46°38′7″T / 23,54194°N 46,63528°T
Mirante do Vale là một nhà chọc trời ở São Paulo, Brasil. Hoàn thành năm 1960 với chiều cao 170 m, đây là tòa nhà cao nhất Brasil.